# Chthonius orthodactyloides
Espèce
Chthonius orthodactyloides est une espèce de pseudoscorpions de la famille des Chthoniidae.

## Distribution
Cette espèce est endémique de Turquie. Elle se rencontre vers Marmaris et Köyceğiz.

## Description
La femelle holotype mesure 1,4 mm.

## Publication originale
- Beier, 1967 : Ergebnisse zoologischer Sammelreisen in der Türkei. Annalen des Naturhistorischen Museums in Wien, vol. 70, p. 301-323 (texte intégral).